# Бранко Зинаја
Бранко Зинаја (Вараждин, 28. септембар 1895 — Опатија, 20. септембар 1949) је бивши фудбалер ХАШКа из Загреба и југословенски репрезентативац.

## Репрезентација Југославије
Бранко Зинаја је за репрезентацију Југославије у периоду од 1921. па до 1923. године одиграо шест утакмица и постигао је укупно четири гола.
Са старијим братом Душаном је био први тандем браће у репрезентацији Југославије. Први и једини пут су играли заједно 10. јуна 1923. године на утакмици Купа пријатељских земаља у Букурешту против Румуније. Резултат те утакмице је био 2:1 за Југославију. Та утакмица је била и опроштајна утакмица Бранка Зинаје од репрезентације.
Деби за репрезентацију Југославије Бранко Зинаја је имао 28. октобра 1921. године на пријатељској утакмици против Чехословачке. То је била трећа службена утакмица репрезентације и Зинаја је постигао једини гол на тој утакмици за Југославију. Утакмица је завршена победом Чехословачке са 6:1.
Репрезентација краљевине Југославије је играла у саставу:
- (1) Врђука (голман), (2) Кујунџић, (3) Шифер, (4) Пашкван, (5) Дубравчић, (6) Рупец (7) Кинерт, (8) Зинаја, (9) Першка, (10) Марцикић, (11) Бабић. Селектор је био др Вељко Угринић.

| 28. јул 1922. Пријатељска утакмица    |              |             |                                                                               |
| Чехословачка                          | 6-1          | Југославија | Град: Праг Стадион Летна Судија: Волф Симон Бос (Холандија) Гледалаца: 10.000 |
| Ваник 27’ 47’ 71’ 86’ · Јанда 53’ 78’ | (Статистика) | Зинаја 72’  | Град: Праг Стадион Летна Судија: Волф Симон Бос (Холандија) Гледалаца: 10.000 |